# Глхатун

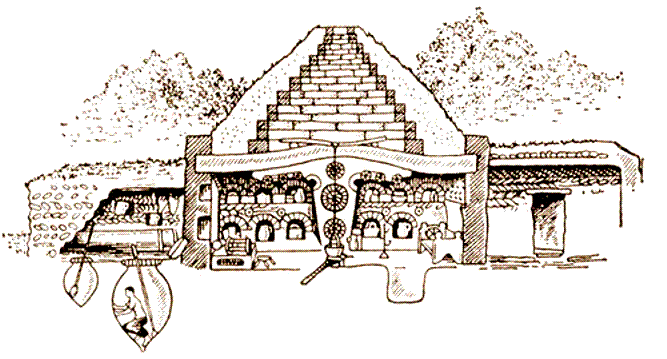
Схема глхатуна

Глхатун — традиційне вірменське національне житло, розповсюджене майже до XIX століття.

## Історія
Глхатун — вірменське народне житло, являє собою квадратну в плані наземну або напівпідземну споруду, без вікон, із стінами з дикого каменю і пірамідально-вінценосним перекриттям, що спирається на внутрішній стовпової каркас, з димоходом у центрі. Вперше опис прототипу житла в своїй роботі «Анабасіс» дав Ксенофонт,
який відвідав цей регіон під час походу греків. Розповідаючи про бачене, він відзначає, що:
|  | Дома здесь были подземные, с верхним отверстием наподобие отверстия колодца, но широким внизу. Впуски для скотины были вырыты в земле, а люди спускались вниз по лестнице. |

Традиційне перекриття глхатуна — азарашен, в залежності від регіону вирішувалося по-різному. В одних районах історичної Вірменії житлова і господарська частини глхатуна містилися під одною крівлею, а в інших, тепліших, — раздільно. Освітлення житла забезпечувалося через отвір димоходу (ердик) розташований у стелі споруди, в приміщенні містилася вмазана в підлогу глиняна піч — тонир, и стінний камін — бухарі. Для західних вірменів була характерна відокремлена від приміщення для худоби товстою стіною-перегородкою гомі-ода — парадна кімната для прийому гостей, чоловічих зібрань і ін.
 Форма глхатуна вірменськими зодчими бралась за основу при будівництві культових споруд, зокрема церковних преділів (гавітів)

## Карабаський карадам
Традиційне житло карабаських вірмен — глхатун (вірм.) або карадам (тюр.) перекладається як «чорний будинок», зустріти сьогодні практично неможливо, хоча цей тип селянського напівпідземного житла є традиційним для регіону і існував тут протягом століть, аж до початку XX століття.
Карадам звичайно розташовувався на схилі гори, так що три його стіни майже цілком йшли в землю, і лише передня з дверима і навісом, звернена найчастіше на південь, стояла вище двору. Інколи дах одного карадама служив двором для іншого.
Стіни зводилися з каменю, товщиною в метр-півтора: більш ретельно передня і досить недбало три інші, іноді прилягали прямо до голої скелі. Усередині стіни покривалися глиняного штукатуркою або сажею.
Всередині будинку панувала напівтемрява — єдиним вікном служив невеликий отвір для диму по центру куполоподібного даху. Прямо під ним влаштовано невелике заглиблення для багаття, оточене кількома тесаними каменями для сидіння та інших потреб. Багаття горіло практично постійно. Іноді дим ставав до того густим, що доводилося або виходити з приміщення, або лягати на землю, поки дим не вивітриться через відкриті двері або отвір в даху. Не дивно, що вся глиняна штукатурка стін і стеля чорніють від блискучої маслянистої сажі. Звідси і назва — «чорний будинок».
Стеля підтримувалася чотирма стовпами-колонами — сюнами, що представляють із себе величезні гладко-обтесані стовбури дуба. Колони встановлені на кам'яних чотирикутних постаментах по кутах. Вінчають їх своєрідні «капітелі», прикрашені геометричним орнаментом. На колонах укріплена рамка з колод, що мала підтримувати звід даху. Вона поступово звужується до невеликого отвору в центрі.
Ніші в стінах служили відкритими шафами. Збоку від вхідних дверей розташовується витягнута кам'яна стійка дюкян, що використовувалась для приготування їжі та зберігання всякої всячини.
Карадам служив, власне, зимовим приміщенням. З ранньої весни і до пізньої осені вся сім'я жила на відкритих балконах, що примикають до входу. Там завжди в бічній стіні, в напівніші влаштовувався камін — вогнище для приготування їжі. Нерідко вся половина, що примикає до цього каміна, вздовж стовпів відгороджувалася невисокою плетеною перегородкою, щоб уникнути цікавих очей сусідів і перехожих. На цьому балконі і у дворі, що часто слугує дахом для нижче розташованого карадама, зосереджувалося все сімейне життя карабаського вірменина в літню пору.
Уже до середини XIX століття карадам стає рідкісним явищем, так як з часу встановлення російського панування в Нагірному Карабасі всі села зазнали суцільної перебудови і, під впливом нової міської архітектури, старі будівлі були замінені новими. Все населення вийшло з своєрідних підземних жител, картинно описаних ще Ксенофонтом в IV столітті до н. е., і оселилося в будинках європейського типу, звичних нашому оку.
Однак архітектурно-стилістичні особливості глхатуна можна побачити і сьогодні, на прикладі одного з типів мелікських (княжих) палаців — апаранків (вір.), що збереглися з пізнього середньовіччя. Адже основою конструктивного та художнього вирішення для них стали архітектурно-будівельні традиції народних жител — карадамів.